# Květa Eretová
Květa Eretová, verheiratete Jeništová, (* 21. Oktober 1926 in Prag; † 8. Januar 2021 ebenda) war eine tschechische Schachmeisterin.

## Karriere
Eretová erhielt im Jahr 1986 den Titel Schach-Großmeister der Frauen (WGM).
Eretová hat zweimal in Kandidatenturnieren der Frauen gespielt: in Plowdiw (1959) und in Sochumi (1964) sowie einmal im Interzonenturnier von 1979 in Rio de Janeiro (1979). Bei all diesen Turnieren hat sie einen Platz im Mittelfeld erreicht. Eretová siegte oder belegte vordere Plätze in mehreren Turnieren: 2.–3. Platz beim Frauenturnier in Halle (1971), geteilter 2. Platz beim Frauenturnier in Moskau (1971), geteilter 2. Platz beim Frauenturnier in Emmen (1971), 2. Platz beim Frauenturnier in Halle (1978) und 3.–4. Platz beim Frauenturnier in Halle (1983).
Für die Tschechoslowakei spielte sie fünfmal bei Schacholympiaden der Frauen: 1957, 1966, 1969, 1972 und 1974, wobei sie 32,5 Punkte aus 50 Partien erreicht hat. Sie gewann 1957 die individuelle Silbermedaille am zweiten Brett, 1969 gewann sie sowohl mit der Mannschaft als auch in der Einzelwertung am zweiten Brett die Bronzemedaille. Als zehnmalige Frauenmeisterin der Tschechoslowakei ist sie Rekordhalterin.
Eretová hatte nach der tschechischen Mannschaftsmeisterschaft 2007/08 keine Elo-gewertete Partie mehr gespielt.